# Stefano Menati
Stefano Menati (* 1638 in Domaso; † 5. August 1695 in Como) war ein italienischer Bischof der römisch-katholischen Kirche.

## Leben
Stefano Menati war Priester und wurde während des Episkopats von Bischof Giovanni Ambrogio Torriani zum Chorherrn am Dom zu Como ernannt. Später war er in der römischen Kurie tätig. Am 28. Oktober 1686 wurde er von Papst Innozenz XI. zum Titularbischof von Cyrene (Cyrensis in Libia Pentapolitana) ernannt. Kardinal Galeazzo Marescotti weihte ihn am 3. November 1686, und als Vikar des Kardinalvikars wurde er am 15. November 1688 Chorherr der Basilika San Giovanni in Laterano. Am 16. Oktober 1689 ernannte ihn Papst Alexander VII. zum Assistenten des päpstlichen Throns mit dem Amt des referendario utriusque signaturae.
Papst Innozenz XII. ernannte ihn mit seiner Bulle vom 13. September 1694 zum Bischof von Como. Am 29. Oktober 1694 übernahm er durch seinen Prokurator die apostolische Verwaltung und am 23. Dezember feierte er seinen Einzug in den Dom von Como. Nach kurzer Zeit erkrankte er schwer und starb im Alter von 57 Jahren.